# Partia Wolnej Opinii
Partia Wolnej Opinii (gr. Kόμμα των Ελευθεροφρόνων) – grecka skrajnie prawicowa partia polityczna założona w 1922 przez Joanisa Metaksasa.
Partia Wolnej Opinii powstała w 1922, występując z rojalistycznej Partii Ludowej kierowanej przez Panagisa Tsaldarisa. Manifest ideologiczny organizacji ukazał się 13 października 1922 na łamach pisma Nea Imera. W 1926 zadebiutowała w wyborach parlamentarnych zdobywając 151 660 głosów (15,78%) i 52 mandaty w parlamencie.
Partia Wolnej Opinii sytuowała się na greckiej scenie politycznej na prawo od Partii Ludowej. W swoim programie zawarła elementy inspirowane faszyzmem włoskim, opowiadała się za ustrojem monarchicznym. Została oficjalnie rozwiązana 4 sierpnia 1936, razem z innymi greckimi partiami politycznymi, na mocy dekretu króla Jerzego II Greckiego zawieszającego konstytucję i likwidującego organizacje polityczne. Dekret ten przyjmuje się za początek reżimu 4 sierpnia, faktycznej dyktatury dawnego lidera partii Joanisa Metaksasa, który przedstawiał się jako reprezentant całego społeczeństwa.